# Gilles Bouvard
Gilles Bouvard (Bourg-en-Bresse, 30 oktober 1969) is een Frans voormalig wielrenner, die beroeps was tussen 1994 en 2004.

## Wielerloopbaan
Bouvard was een van de renners die betrokken was bij de Festina-affaire. Op 27 juli 1998 bekende hij dat er een dopingnetwerk binnen de Festina-ploeg bestond. Hij beschuldigde bovendien zijn Italiaanse Casino-ploeggenoot Rodolfo Massi van gebruik van en handel in verboden, prestatiebevorderende middelen.

## Belangrijkste overwinningen
1996
- 3e etappe Dauphiné Libéré

1997
- 1e etappe Ronde van de Limousin

2001
- 4e etappe Ronde van de Limousin

## Resultaten in voornaamste wedstrijden
| Jaar | Ronde van Italië | Ronde van Frankrijk | Ronde van Spanje |
| ---- | ---------------- | ------------------- | ---------------- |
| 1994 |                  |                     |                  |
| 1995 |                  | 63e                 |                  |
| 1996 |                  | opgave              |                  |
| 1997 |                  |                     |                  |
| 1998 |                  |                     |                  |
| 2000 |                  |                     | opgave           |
| 2001 |                  | 53e                 |                  |
| 2002 |                  |                     |                  |
| 2004 |                  | 128e                |                  |

| Jaar | Milaan-San Remo | Luik-Bast.‑Luik | Parijs-Brussel | Waalse Pijl |
| ---- | --------------- | --------------- | -------------- | ----------- |
| 1994 |                 |                 |                |             |
| 1995 |                 |                 |                |             |
| 1996 |                 |                 |                |             |
| 1997 | 141e            | 80e             | 12e            | 93e         |
| 1998 |                 |                 |                | 18e         |
| 2000 |                 |                 |                |             |
| 2001 |                 |                 |                |             |
| 2002 |                 |                 |                | 100e        |
| 2004 |                 |                 |                |             |